# Cybaeus lockeae
Espèce
Cybaeus lockeae est une espèce d'araignées aranéomorphes de la famille des Cybaeidae.

## Distribution
Cette espèce est endémique de Californie aux États-Unis,. Elle se rencontre dans le comté d'Alameda vers Niles et Castro Valley.

## Description
La carapace de la femelle holotype mesure 2,7 mm de long sur 1,78 mm et l'abdomen 1,31 mm de long sur 1,22 mm.

## Étymologie
Cette espèce est nommée en l'honneur de Vanessa Locke Curry.

## Publication originale
- Bennett, Copley & Copley, 2022 : « The Californian clade of Cybaeus (Araneae: Cybaeidae) in the Nearctic: the septatus species group and three unplaced species. » Zootaxa, no 5100(2), p. 189-223.